# Дискография Тупака Шакура
Дискография Тупака Шакура, американского рэпера, насчитывает 11 студийных альбомов, шесть из которых были опубликованы лишь после смерти музыканта в 1996 году. 4 альбома (1 прижизненный и 4 посмертных) стали двойными (выпущенные на 2CD). По состоянию на 2015-й год, мировые продажи альбомов музыканта составили более 80 млн копий, что делает его одним из самых продаваемых рэперов всех времён.

## Студийные альбомы
| Информация |
| --- |
| 2Pacalypse Now - Релиз: 12 ноября 1991 (дебютный студийный альбом) - Позиция в чарте: — #64 - RIAA Certification: Платина - Синглы: «Brenda’s Got a Baby», «If My Homie Calls», «Trapped»                                                                             |
| Strictly 4 My N.I.G.G.A.Z. - Релиз: 16 февраля 1993 (второй студийный альбом) - Позиция в чарте: — #24 - RIAA Certification: 2× платина - Синглы: «Holler If Ya Hear Me», «I Get Around», «Keep Ya Head Up», «Papa’z Song»                                            |
| Me Against the World - Релиз: 14 марта 1995 (третий студийный альбом) - Позиция в чарте: — #1 - RIAA Certification: 3× платина - Синглы: «Dear Mama», «So Many Tears», «Temptations»                                                                                  |
| All Eyez on Me - Релиз: 13 февраля 1996 (двойной четвёртый студийный альбом) - Позиция в чарте: — #1 - RIAA Certification: Бриллиант - Синглы: «California Love», «2 of Amerikaz Most Wanted», «How Do U Want It», «All Bout U», «I Ain’t Mad at Cha», «Life Goes On» |
| The Don Killuminati: The 7 Day Theory - Релиз: 5 ноября 1996 (пятый студийный альбом; выпущен под псевдонимом «Makaveli») - Позиция в чарте: — #1 - RIAA Certification: 7× платина - Синглы: «Toss It Up», «Hail Mary», «To Live & Die in L.A.»                       |

## Посмертные альбомы
| Информация |
| --- |
| R U Still Down? (Remember Me) - Релиз: 25 ноября 1997 (двойной первый посмертный альбом) - Позиция в чарте: — #1 - RIAA Certification: 5x платина - Синглы: «I Wonder If Heaven Got a Ghetto», «Do for Love» |
| Until The End Of Time - Релиз: 27 марта 2001 (двойной второй посмертный альбом) - Позиция в чарте: — #1 - RIAA Certification: 4x платина - Синглы: «Until the End of Time», «Letter 2 My Unborn»             |
| Better Dayz - Релиз: 26 ноября 2002 (двойной третий посмертный альбом) - Позиция в чарте: — #1 - RIAA Certification: 3x платина - Синглы: «Thugz Mansion», «Still Ballin'»                                   |
| Loyal to the Game - Релиз: 14 декабря 2004 (четвёртый посмертный альбом) - Позиция в чарте: — #1 - RIAA Certification: Платина - Синглы: «Thugs Get Lonely Too», «Ghetto Gospel»                             |
| Pac's Life - Релиз: 20 ноября 2006 (пятый посмертный альбом) - Позиция в чарте: — #9 - RIAA Certification: Золото - Синглы: «Pac’s Life», «Untouchable»                                                      |

## Прочие релизы
| Информация |
| --- |
| Thug Life: Volume 1 - Релиз: 26 сентября 1994 (первый и единственный альбом группы «Thug Life») - Позиция в чарте: — #42 - RIAA Certification: Золото - Синглы: Cradle To The Grave |
| Greatest Hits - Релиз: 24 ноября 1998 (первый сборник лучших хитов) - Позиция в чарте: — #1 - RIAA Certification: Бриллиант - Синглы: «Unconditional Love», «Changes» |
| Still I Rise - Релиз: 21 декабря 1999 (совместный альбом с группой «Outlawz») - Позиция в чарте: — #6 - RIAA Certification: — 2x Платина - Синглы: — |
| The Rose That Grew from Concrete - Релиз: 2000 (первый сборник поэзии) - Позиция в чарте: — ? - RIAA Certification: — ? - Синглы: — |
| Tupac. Resurrection (Music from and Inspired by the Motion Picture) - Релиз: 11 октября 2003 (саундтрек официального документального фильма «Тупак: Воскрешение») - Позиция в чарте: — #2 - RIAA Certification: Платина - Синглы: «Runnin' (Dying to Live)», «One Day at a Time (Em’s Version)» |
| 2Pac Live - Релиз: 6 августа 2004 (первый и единственный live-альбом) - Позиция в чарте: — ? - RIAA Certification: — ? - Синглы: — |
| The Rose, Vol. 2 - Релиз: 20 сентября 2005 (второй сборник поэзии) - Позиция в чарте: — ? - RIAA Certification: — ? - Синглы: — |
| Beginnings: The Lost Tapes 1988–1991 - Релиз: 2007 (сборник первых записей) - Позиция в чарте: — ? - RIAA Certification: — ? - Синглы: — |
| The Best of 2Pac - Релиз: 4 декабря 2007 (второй сборник лучших хитов) - Позиция в чарте: — #13 - RIAA Certification: Золото - Синглы: — |
| The Last Legends - Релиз: 22 января 2016 (третий сборник поэзии) - Позиция в чарте: — ? - RIAA Certification: — ? - Синглы — ? |

## Официальные микстейпы
| Информация                            |
| ------------------------------------- |
| Nu-Mixx Klazzics - Релиз: 2003        |
| Nu-Mixx Klazzics Vol. 2 - Релиз: 2007 |

## Синглы
| Синглы - 1991 — «Brenda's Got a Baby» - 1991 — «If My Homie Calls» - 1992 — «Trapped» - 1993 — «Holler If Ya Hear Me» - 1993 — «I Get Around» - 1993 — «Keep Ya Head Up» - 1994 — «Papa'z Song» - 1994 — «Cradle to the Grave» - 1995 — «Dear Mama» - 1995 — «So Many Tears» - 1995 — «Temptations» | - 1995 — «California Love» - 1996 — «2 of Amerikaz Most Wanted» - 1995 — «How Do U Want It» - 1996 — «I Ain't Mad at Cha» - 1996 — «Toss It Up» - 1996 — «Life Goes On» - 1997 — «To Live & Die in L.A.» - 1997 — «Hail Mary» - 1997 — «Wanted Dead or Alive» - 1997 — «Made Niggaz» | Посмертные синглы - 1997 — «I Wonder If Heaven Got a Ghetto» - 1997 — «Do for Love» - 1998 — «Changes» - 1999 — «Unconditional Love» - 1999 — «Baby Don't Cry (Keep Ya Head Up II)» - 1999 — «Who Do U Believe In» - 2001 — «Until the End of Time» - 2001 — «Letter 2 My Unborn» - 2002 — «Thugz Mansion» - 2003 — «Still Ballin'» - 2003 — «One Day at a Time» - 2003 — «Runnin' (Dying to Live)» - 2004 — «Thugs Get Lonely Too» - 2004 — «All bout U» - 2005 — «Ghetto Gospel» - 2006 — «Untouchable» - 2006 — «Pac’s Life» |